# Altina Schinasi
Altina Schinasi (Nueva York, 4 de agosto de 1907-Santa Fe, 19 de agosto de 1999) fue una escultora, cineasta, empresaria, diseñadora e inventora estadounidense, conocida por diseñar el marco de anteojos Harlequin, conocido popularmente como anteojos de ojo de gato.
Altina estudió pintura junto a su primo René Bensussan, y en Estados Unidos estudió con Samuel Halpert en el Museo Roerich de Nueva York.

## Escaparatista
Altina trabajó con Peter Copeland diseñando ventanas para las tiendas de la Quinta Avenida. Fue en este trabajo cuando colaboró junto a Salvador Dalí, a quien se le había encargado diseñar dos ventanas Bonwit Teller .
George Grosz, un artista alemán que Altina había admirado durante mucho tiempo, se instaló en Nueva York después de huir del régimen de Hitler en 1932. Aunque enseñó de manera intermitente en la facultad de la Liga de Estudiantes de Arte, Altina, ahora en sus veinte y madre divorciada de dos hijos, estudió con Grosz en la escuela que Grosz abrió con el pintor Maurice Sterne. 

## Gafas Arlequín
El avance más reconocido de Schinasi fue la creación y comercialización de las gafas Harlequin que definió el glamur a fines de la década de 1930. Un paseo por la calle ocasionó este avance en el diseño; Sintiéndose decepcionada por los marcos mediocres en la ventana de una óptica, Altina se dispuso a crear un marco que transmitiera fantasía, misterio y romance.
Al inicio Altina se acercó a los principales fabricantes con su diseño, y fue rechazada.
Una vez que estableció la producción y negoció acuerdos con los grandes almacenes, Schinasi abrió una oficina donde supervisó el marketing y la distribución, y luego expandió su operación a la costa oeste al mudarse a California. En 1939, Schinasi ganó el premio anual de diseño estadounidense Lord & Taylor por su transformación vanguardista de la montura de las gafas en un accesorio de moda adecuado. Las revistas Vogue y Life le dieron crédito a Schinasi por revolucionar la industria y la estética de las gafas.

## Legado
La asociación de anteojos de arlequín con anteojos femeninos se volvió y sigue siendo tan fuerte que el caricaturista Gary Larson los ha usado rutinariamente para identificar personajes humanos y animales como mujeres adultas en lugar de hombres o jóvenes.

## Premios y reconocimientos
- En 1939 ganó el premio anual de diseño estadounidense Lord & Taylor.[1][2]
- Primer Premio en el Festival de Cine de Venecia por la dirección y producción del documental George Grosz´Interregnum.[1]
- El 4 de agosto de 2023, Google le dedicó su doodle, por el 116° aniversario de su nacimiento.[1][2]